# Ola
Cet article possède un paronyme, voir Hola.
Pour les articles homonymes, voir OLA.

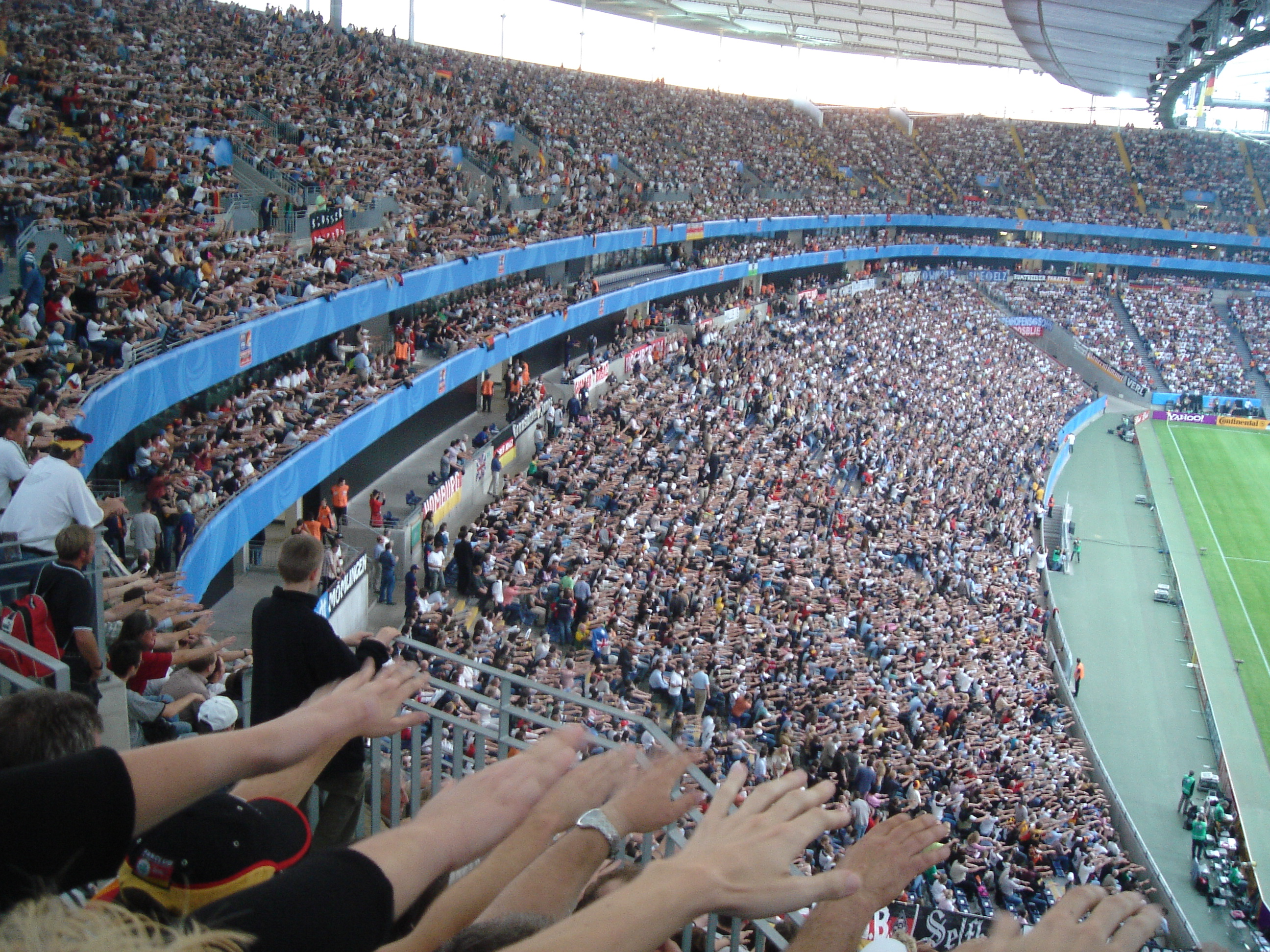
Une ola, lors de la Coupe des confédérations, en 2005, à Francfort

Une ola, ou vague, est un mouvement de foule, semblable à la houle, qui se manifeste principalement dans les stades lors de rencontres sportives, mais aussi dans des rassemblements importants.

## Description
La ola est avant tout un mouvement de foule observé principalement dans les arènes sportives. Le mouvement d'une ola est déclenché par des spectateurs, lesquels se mettent debout, lèvent les bras, et ne reprennent leur position assise que lorsque les personnes à proximité immédiate ont imité le mouvement. Ainsi, assez rapidement, un événement localisé se transmet, de proche en proche, à travers toute la foule, telle une onde (d'où le nom de wave en anglais et ola en espagnol).
La ola est souvent accompagnée d'une acclamation de la foule (« Oohlée ! »).
Une ola peut se propager sur plusieurs tours de stade. Dans le cas d'une foule non circulaire, on peut observer un effet de réverbération, la ola repartant dans le sens inverse à celui d'où elle était venue. Étant un phénomène d'imitation, la ola peut « résister » à un grand vide entre ses participants, mais aussi aux quelques réfractaires qui pourraient ne pas suivre le mouvement.

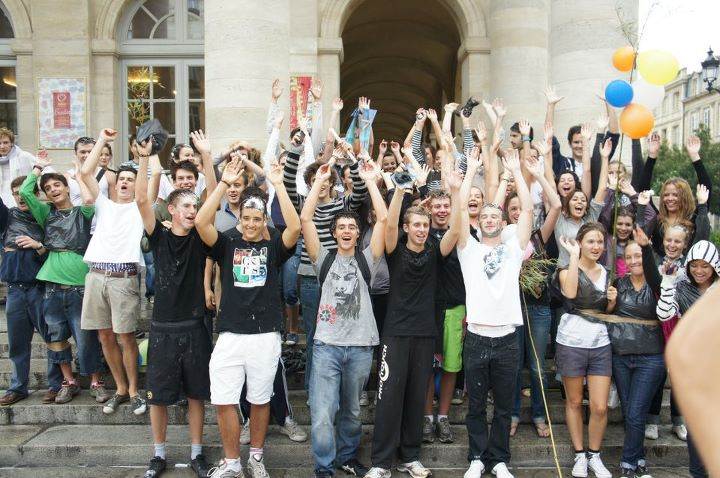
Une ola, lors d'un événement public en France, en 2011, à Bordeaux

## Origine
Les avis divergent sur l'origine des olas. Elle semble être introduite à l'occasion d'un match universitaire de football américain au Michigan Stadium en 1983. L'année suivante, la première « vague » est signalée dans un stade de baseball de Ligue majeure à Détroit lors d'un match éliminatoire.
Le phénomène prend une notoriété planétaire lors de la Coupe du monde de football qui a lieu au Mexique en 1986. C'est d'ailleurs à cette occasion qu'elle prend son nom espagnol de ola, alors que les Américains la nomment the Wave (the Mexican wave en anglais britannique).

## Ola silencieuse (céciola)
Une variante de la ola, la ola silencieuse ou céciola, a été inventée durant le match de cécifoot Turquie-Chine aux Jeux paralympiques de Paris 2024. Le cécifoot nécessitant un silence durant les phases de jeu, une ola classique est passée au ralenti et en silence lors de la reprise du jeu lorsque les animateurs ont cherché à calmer le public,.

## Record
La plus grande ola enregistrée à ce jour eut lieu lors des Jeux olympiques de Sydney, en 2000, où près de 110 000 personnes effectuèrent une vague anti-horaire et deux vagues simultanées de sens contraires.[réf. nécessaire]
En août 2008, il y a eu près de 160 000 personnes lors d'un évènement NASCAR (homologué Guiness),.
En 2023, France Télévisions tentera de battre le record établi en 2008 avec environ 1 million de personnes entre la place Charles-de-Gaulle et celle de la Concorde à Paris lors de la soirée du 31 décembre. Sans succès.

## Études
La ola semble répondre à des caractéristiques fixes et a donc pu être soumise à une modélisation. C'est ce que Tamás Vicsek, I. Farkas, et D. Helbing de l'université Eötvös Loránd de Hongrie ont effectué. Après avoir étudié des vidéos de olas, notamment au Mexique, ils purent établir des modèles et déterminèrent certaines valeurs moyennes : 
- une douzaine de personnes en moyenne sont nécessaires pour lancer une ola ;
- celle-ci part généralement en sens horaire ;
- sa vitesse moyenne est de 12 mètres par seconde, soit 22 sièges par seconde ;
- sa profondeur est en moyenne de 15 rangée de sièges.